# オールド・ウェイズ
| 専門評論家によるレビュー | 専門評論家によるレビュー |
| レビュー・スコア         | レビュー・スコア         |
| 出典                     | 評価                     |
| ------------------------ | ------------------------ |
| AllMusic                 | [ 1 ]                    |
| Robert Christgau         | B                        |
| Kerrang!                 | [ 3 ]                    |
| Rolling Stone            | (favorable)              |

『オールド・ウェイズ』（Old Ways）は、カナダ系アメリカ人のミュージシャンでシンガーソングライターのニール・ヤングが、1985年8月12日にゲフィン・レコードからリリースした15枚目のスタジオ・アルバム。

## 背景
ヤングが1980年代に初めてカントリー・アルバムに挑戦したのは1983年1月のことだった。彼は、プロデューサーであるデヴィッド・ブリッグスのナッシュヴィルのレコーディング・スタジオ、ハウス・オブ・デイヴィッドで、1978年の『カムズ・ア・タイム』でヤングのバックを務めていたベン・キース、ティム・ドラモンド、カール・T・ヒメル、スプーナー・オールダム、ルーファス・シボドーらと数曲をレコーディングした。「Old Ways」、「Depression Blues」、「California Sunset」、「My Boy」、「Are There Any More Real Cowboys? 」、「Silver and Gold」はすべてこのセッションの曲である。1982年に『トランス』と未発表の『アイランド・イン・ザ・サン』を提出した後、ヤングのレコード・レーベルであるゲフィンはカントリー・アルバムに反対し、「ロックンロール」のレコードを要求した。「Depression Blues」は後にヤングのゲフィン時代のコンピレーション『ラッキー・サーティーン』に収録され、「Silver and Gold」は2000年にアルバムのタイトル曲として収録された。ヤングは1988年6月の『ローリング・ストーン』誌のジェイムズ・ヘンケとのインタビューで、この最初の作品についてこう語っている。
もう1枚、オリジナルの『オールド・ウェイズ』があったんだけど、ゲフィンは却下したんだ。それは『ハーヴェスト II』のようなものだった。『ハーヴェスト』と『カムズ・ア・タイム』のミュージシャンを組み合わせたものだった。基本的に『ハーヴェスト』と同じようにナッシュビルで数日かけて作られ、『ハーヴェスト』をプロデュースしたエリオット・メイザーが共同プロデュースした。『Harvest』、『Comes a Time』、『Old Ways I』があり、『Old Ways II』よりもニール・ヤングのレコードに近い。『オールド・ウェイズII』は、カントリー・ミュージック寄りのレコードで、カントリー・ミュージックを演奏したことで訴えられたことが直接の原因だった。彼らが私を止めようとすればするほど、私はそれをやった。誰にも指図されないということを知らしめるためにね。私はそのレコードにとても興奮していた。彼らに8曲入りのテープを送ったんだ。一週間後、何も聞いていなかったので電話すると、「率直に言って、ニール、このレコードはとても怖い。私たちは、これがあなたの進むべき正しい方向だとは思わない」と言われた… 彼らは私をアーティストとしてではなく、商品として見ていた。
1984年、ヤングは1983年のセッションからバンドとツアーを行った。このツアーにはオースティン・シティ・リミッツのTV番組への出演も含まれており、最終的には2011年のライブ・アルバム『A Treasure』に収録されることになる。ヤングは、カントリー・ミュージックと、カントリー・ミュージックに身を包んだ自分を、当時衰えつつあったロック界でのキャリア、レコード会社からの要求、そして『ランディング・オン・ウォーター』となるロック・アルバムをレコーディングするための苦闘からの休息と捉えていた。彼は1985年9月のインタビューで、『メロディ・メイカー』誌のアダム・スウィーティングにこう語っている。
ある意味、ロックンロールは私を失望させた。ロックンロールは、潔く年を取り、仕事を続ける方法を残してくれない。ロックをやるなら、燃え尽きたほうがいい。

## 収録曲

### サイド 1
全曲、ニール・ヤング作曲。例外は下記に参照。
1. ウェイワード・ウィンド - "The Wayward Wind" (Herb Newman, Stanley Lebowsky) (3:12) ※デュエット with デニス・ドレイパー
  - Recorded at Castle Recording Studios, Franklin, Tennessee, 4/22/1985.
2. ゲット・バック・トゥ・ザ・カントリー - "Get Back to the Country" (2:50)
  - Recorded at Castle, 4/20/1985.
3. ほんもののカウボーイってまだいるの? - "Are There Any More Real Cowboys?" (3:03) ※デュエット with ウィリー・ネルソン
  - Recorded at House of David, Nashville, 1/28/1983 with overdubs at Pedernales Recording Studio, Spicewood, TX, 4/15/1983.
4. 昔は天使 - "Once an Angel" (3:55)
  - Recorded at Castle, 4/20/1985.
5. ミスフィッツ - "Misfits (Dakota)" (5:07)
  - Recorded at Castle, 4/30/1985.

### サイド 2
1. カリフォルニア・サンセット - "California Sunset" (2:56)
  - Recorded live on Austin City Limits, 9/25/1984
2. オールド・ウェイズ - "Old Ways" (3:08)
  - Recorded at Castle, 4/20/1985.
3. マイ・ボーイ - "My Boy" (3:37)
  - Recorded at House of David, Nashville, 1/28/1983.
4. バウンド・フォー・グローリー - "Bound for Glory" (5:48) ※デュエット with ウェイロン・ジェニングス
  - Recorded at Castle, 4/21/1985.
5. 今宵、ハイウェイは? - "Where Is the Highway Tonight?" (3:02)
  - Recorded at Castle, 4/20/1985.

## 参加ミュージシャン
- ニール・ヤング (Neil Young) – ギター、バンジョー、ハーモニカ、ボーカル
- ウェイロン・ジェニングス (Waylon Jennings) – ギター、ボーカル
- ウィリー・ネルソン (Willie Nelson) – ギター、ボーカル
- ルーファス・シボドー (Rufus Thibodeaux) – フィドル
- ベン・キース (Ben Keith) – ペダル・スティール・ギター、ドブロ
- ティム・ドラモンド (Tim Drummond) – ベース
- カール・ヒンメル (Karl Himmel) – ドラム
- ジョー・アレン (Joe Allen) – ベース
- ラルフ・ムーニー (Ralph Mooney) – ペダル・スティール・ギター
- ハーガス・"ピッグ"・ロビンズ (Hargus "Pig" Robbins) – ピアノ
- ゴードン・テリー (Gordon Terry) – フィドル
- ジョー・オズボーン (Joe Osborn) – ベース
- アンソニー・クロフォード (Anthony Crawford) – マンドリン、ボーカル
- テリー・マクミラン (Terry McMillan) – ハーモニカ、口琴
- ベラ・フレック (Béla Fleck) – バンジョー
- ボビー・トンプソン (Bobby Thompson) – バンジョー
- デヴィッド・カービー (David Kirby) – ギター
- グラント・ボートライト (Grant Boatwright) – ギター
- ジョニー・クリストファー (Johnny Christopher) – ギター
- レイ・イーデントン (Ray Edenton) – ギター
- ゴーヴ・スクリヴェナー (Gove Scrivenor) – オートハープ
- ファレル・モリス (Farrell Morris) – パーカッション
- マーティ・スチュアート (Marty Stuart) – マンドリン
- カール・ゴロデツキー (Carl Gorodetzky) – ヴァイオリン
- スプーナー・オールダム (Spooner Oldham) – ピアノ
- ラリー・バイロム (Larry Byrom) – ボーカル
- リック・パロンビ (Rick Palombi) – ボーカル
- ドアナ・クーパー (Doana Cooper) – ボーカル
- デニス・ドレイパー (Denise Draper) – ボーカル
- ゲイル・デイヴィス (Gail Davies) – ボーカル
- ベッツィ・ハマー (Betsy Hammer) – ボーカル
- パム・ローズ (Pam Rose) – ボーカル
- ジャニス・オリヴァー＝ギル (Janis Oliver-Gill) – ボーカル
- メアリー・アン・ケネディ (Mary Ann Kennedy) – ボーカル
- クリスティン・オリヴァー＝アーノルド (Kristine Oliver-Arnold) – ボーカル
- レオナ・ウィリアムズ (Leona Williams) – ボーカル
- ストリングス:
  - カール・ゴロデツキー (Carl Gorodetsky) – リーダー
  - ジョージ・ビンクリー (George Binkley)
  - ジョン・ボルグ (John Borg)
  - ロイ・クリステンセン (Roy Christensen)
  - ヴァージニア・クリステンセン (Virginia Christensen)
  - チャールズ・エヴェレット (Charles Everett)
  - ラリー・ハーヴィン (Larry Harvin)
  - マーク・ヘンブリー (Mark Hembree)
  - リー・ラリソン (Lee Larrison)
  - ベティ・マクドナルド (Betty McDonald)
  - デニス・モルチャン (Dennis Molchan)
  - パメラ・シックスフィン (Pamela Sixfin)
  - マーク・タナー (Mark Tanner)
  - デヴィッド・ヴァンダークーイ (David Vanderkooi)
  - ゲイリー・ヴァノスデール (Gary Vanosdale)
  - キャロル・ウォーカー (Carol Walker)
  - ステファニー・ウルフ (Stephanie Woolf)

制作スタッフ
- ニール・ヤング  (Neil Young) – プロデューサー
- ベン・キース  (Ben Keith) – プロデューサー
- デヴィッド・ブリッグス  (David Briggs) – プロデューサー
- ジーン・アイヒェルバーガー  (Gene Eichelberger) – エンジニア
- キース・オドル  (Keith Odle) – セカンド・エンジニア
- クラーク・シュライヒャー  (Clark Schleicher) – レコーディング・アシスタント
- J・T・カントウェル  (J.T. Cantwell) – レコーディング・アシスタント